# 朗科智能
深圳市朗科智能电气股份有限公司（深交所：300543，简称朗科智能），是中国深圳证券交易所创业板的一家上市公司。
公司总部位于深圳市宝安区，是从事智能控制器及智能电源产品的研发、生产和销售的国家级高新技术企业。
公司前身为2001年11月20日成立的深圳市朗科电器有限公司，2012年8月31日整体变更为深圳市朗科智能电气股份有限公司。
2019年，公司实现营业收入14亿元，同比增长16.54%；实现净利润1亿元，同比增长131.60%。